# Saracha punctata
Saracha punctata är en potatisväxtart som beskrevs av Hipólito Ruiz López och Pav. Saracha punctata ingår i släktet Saracha och familjen potatisväxter. Inga underarter finns listade i Catalogue of Life.